# Liste von Aussichtstürmen in Schleswig-Holstein
Die Liste von Aussichtstürmen in Schleswig-Holstein enthält Bauwerke, welche über für den Publikumsverkehr zugängliche Aussichtsmöglichkeiten verfügen. Sie umfasst Aussichts-, Fernseh- und Wassertürme, Hochhäuser, Kirchtürme, stationäre Fahrgeschäfte und sonstige Aussichtsplattformen – auch ehemalige Türme (usw.). Die Listen enthalten keine reisenden Panoramafahrgeschäfte.

## Liste
Anmerkung: Die Tabellenspalten sind sortierbar, dazu dienen die Symbole bei den Spaltenüberschriften. In der Ausgangsansicht sind die Türme nach Gesamthöhe (absteigend), bei gleicher Höhe nach Name des Bauwerks (aufsteigend) sortiert.

### Bestehende Bauwerke
| Name des Bauwerks                    | Ort                      | Bau- jahr    | Ges. höhe (m) | Platt- form- höhe (m) | Auf- zug | Bauwerkstyp                                          | Bemerkungen                                                                              | Bild |
| ------------------------------------ | ------------------------ | ------------ | ------------- | --------------------- | -------- | ---------------------------------------------------- | ---------------------------------------------------------------------------------------- | ---- |
| Fernmeldeturm Bungsberg              | Schönwalde Lage          | 1977         | 179           | 043                   | nein     | Sendeturm (Stahlbeton)                               |                                                                                          |      |
| Maritim Travemünde                   | Lübeck-Travemünde Lage   | 1974         | 119           |                       | ja       | Hochhaus                                             | Restaurant                                                                               |      |
| Fernmeldeturm Bredstedt              | Bredstedt Lage           | 1976         | 108           | 020                   | nein     | Sendeturm (Stahlbeton)                               |                                                                                          |      |
| Kieler Rathausturm                   | Kiel Lage                | 1911         | 106           | 067                   | ja       | Rathausturm                                          | dem Markusturm in Venedig nachempfunden                                                  |      |
| Holsteinturm                         | Sierksdorf Lage          | 1987         | 100           |                       | ja       | Stahlrohrturm (Gyro-Tower), zusätzlich seilverankert | Aussichtsturm des Hansaparks                                                             |      |
| Aufklärungsturm A (Bundeswehr)       | Klaustorf Lage           | 1968         | 075           | 033                   | ja       | Stahlbeton                                           | neuer Name Ostsee Aussichtsturm „Oceantower“; seit 2017 als Aussichtsturm zugänglich     |      |
| Marineehrenmal Laboe                 | Laboe Lage               | 1936         | 072           |                       | ja       |                                                      |                                                                                          |      |
| Wasserturm Flensburg-Mürwik          | Flensburg Lage           | 1961         | 037,5         | 026                   | ja       | Wasserturm                                           | Bestandteil des Volksparks                                                               |      |
| Wasserturm (Mölln)                   | Mölln Lage               | 1913         | 036           |                       | nein     | gemauerter Wasserturm                                |                                                                                          |      |
| Bismarckturm Scheersberg             | Scheersberg Lage         | 1903         | 032,3         | 018,4                 | nein     | gemauerter Turm                                      |                                                                                          |      |
| Holzbergturm                         | Neversfelde Lage         | 2020         | 030           |                       | nein     | Stahlkonstruktion                                    | überdacht; Nachfolgeturm eines 2017 abgerissenen Holzturms                               |      |
| TeamTower                            | Daldorf Lage             | 2014         | 030           | 026 0+ 010            | nein     | Holzturm                                             | Kletter- und Aussichtsturm; obere Plattform mit Kletterkamin erreichbar; mit Seilrutsche |      |
| Leuchtturm Falshöft                  | Pommerby Lage            | 1910         | 028           |                       | nein     | Stahlkonstruktion                                    | mit Trauzimmer                                                                           |      |
| Bismarckturm Aumühle                 | Aumühle Lage             | 1899         | 027           |                       | nein     | gemauerter Turm                                      |                                                                                          |      |
| Hahnheider Turm                      | Trittau Lage             | 2001         | 027           |                       | nein     | Holzturm                                             | überdacht                                                                                |      |
| Bismarcksäule Waldshagen             | Bösdorf Lage             | 1913         | 026           |                       | nein     | gemauerter Turm                                      |                                                                                          |      |
| Elisabethturm (Bungsberg)            | Schönwalde Lage          | 1864         | 022           |                       | nein     | gemauerter Turm                                      | seit 2017 wieder zugänglich                                                              |      |
| Luisenberger Turm                    | Kellinghusen Lage        | 1858         | 022           |                       | nein     | gemauerter Turm                                      |                                                                                          |      |
| Aussichtsturm Kaiserberg             | Albersdorf Lage          | 1930         | 021           |                       | nein     | Stahlkonstruktion                                    |                                                                                          |      |
| Aussichtsturm Waldmuseum Burg        | Burg Lage                | 1914         | 021           |                       | nein     | gemauerter Turm                                      | geschlossene Aussichtsplattform; mit Museum im Turm                                      |      |
| Parnaß-Turm                          | Plön Lage                | 1888         | 021           | 020                   | nein     | Stahlfachwerkturm                                    | Gesamthöhe ca.                                                                           |      |
| Aussichtsturm Aschberg (Ascheffel)   | Ascheffel Lage           | 2013         | 020           |                       | ja       | Stahlkonstruktion mit Holzlamellen                   | Aussichts- und Kletterturm                                                               |      |
| Bismarckturm Lütjenburg              | Lütjenburg Lage          | 1898         | 018,5         |                       | nein     | gemauerter Turm                                      |                                                                                          |      |
| Bismarcksäule Itzehoe                | Itzehoe Lage             | 1905         | 018           |                       | nein     | gemauerter Turm                                      |                                                                                          |      |
| Aussichtsturm Hessenstein            | Panker Lage              | 1841         | 017           |                       | nein     | gemauerter Turm                                      |                                                                                          |      |
| Aussichtsturm Ketelvierth            | Großenaspe Lage          | 2003         | 016,4         |                       | nein     | Holzturm                                             | überdacht                                                                                |      |
| Hermann-Löns-Blick                   | Timmendorfer Strand Lage | 1985         | 014,35        | 012,1                 | nein     | Holzturm                                             |                                                                                          |      |
| Aussichtsturm Schleswig              | Schleswig Lage           | 2008         | 014           |                       | nein     | gemauerter Turm mit Stahlaufbau                      | Höhe ca.; ausgedientes Pumpenhaus 2008 zum Aussichtsturm erhöht                          |      |
| Bismarcksäule Pariner Berg           | Groß Parin Lage          | 1902         | 012,82        | 010,6                 | nein     | gemauerter Turm                                      |                                                                                          |      |
| Aussichtsturm Energiepark Geesthacht | Geesthacht Lage          | 1983         | 012           |                       | nein     | Stahlkonstruktion                                    |                                                                                          |      |
| Aussichtsturm Heidbergring           | Geesthacht Lage          | 1980er Jahre | 012           |                       | nein     | Stahlkonstruktion                                    |                                                                                          |      |
| Gömnitzer Turm                       | Gömnitz Lage             | 1827         | 012           |                       | nein     | gemauerter Turm                                      | auch „Major“ genannt; früher Seezeichen, seit 1993 Aussichtsturm                         |      |
| Aussichtsturm Mechower See           | Mechow Lage              | 0?           | 010           |                       | nein     | Holzturm                                             | überdacht                                                                                |      |
| Aussichtsturm Dargow                 | Salem-Dargow Lage        | 2001         | 09,3          | 06,6                  | nein     | Holzturm                                             | überdacht                                                                                |      |
| Kaiser-Wilhelm-Turm (Eutin)          | Eutin-Fissau Lage        | 1891         | 0?            |                       | nein     | gemauerter Turm                                      |                                                                                          |      |

### Nicht mehr bestehende Bauwerke
| Name des Bauwerks          | Ort            | Bau- jahr | Ges. höhe (m) | Platt- form- höhe (m) | Auf- zug | Bauwerkstyp             | Bemerkungen                                                                                       | Bild |
| -------------------------- | -------------- | --------- | ------------- | --------------------- | -------- | ----------------------- | ------------------------------------------------------------------------------------------------- | ---- |
| Bismarckturm Malente       | Malente        | 1908      | 028           |                       | nein     | Holzturm                | um 1920 abgerissen                                                                                |      |
| Aussichtsturm Trischenbake | Friedrichskoog | 1951      | 023           | 017                   | nein     | Stahlkonstruktion       | 2001 zum Aussichtsturm ausgebaut; im Februar 2020 abgebaut; Neuaufbau an anderem Standort geplant |      |
| Friedrich-August-Warte     | Bad Schwartau  | 1902      | 022,5         |                       | nein     | Stein- und Fachwerkturm | 1928 abgerissen                                                                                   |      |
| Behnturm                   | Lübeck         | 1900      | 09            |                       | nein     | gemauerter Turm         | 1963 versehentlich gesprengt                                                                      |      |

## Abkürzungen
In den Tabellen verwendete Abkürzungen bedeuten:
- Jh. = Jahrhundert